# Сааремааский музей
Сааремааский музей (эст. Saaremaa Muuseum) — учреждение культуры Эстонии. Расположен на острове Сааремаа в черте города Курессааре.
Один из старейших музеев страны. Филиалами Сааремааского музея являются Архивная библиотека Сааре, Мемориальный музей Йоханнеса Аавика и Хутор-музей Михкла.

## Экспозиция
Экспозиция музея размещена в епископском средневековом замке Курессааре (построен в XIV веке, считается одним из самых аутентичных крепостей во всей Северной Европе), окружённом укреплениями времён Петра I. Имеется возможность пройти по крепостным стенам замка.
Экспозиция включает две основные части: природную и историческую. В природной части представлены чучела животных, коллекция оленьих и лосиных рогов. Историческая часть экспозиции охватывает период с древних времён до современности, большой раздел её связан с советским периодом. В экспозиции оборудован интерактивный сюрприз.
Экспозиция включает также архитектуру, археологические находки, советский быт и современное искусство. В залах, посвященные советским временам, точно воссоздан интерьер хрущевки.

## История
Годом основания музея считается 1865 год, когда в Курессааре было основано Исследовательское общество Сааремаа (Verein zur Kunde Oesels).
Первая выставка коллекций общества прошла 12 сентября 1866 года. Первая постоянная выставка была открыта в 1887 году, она была организована в доме директора Курессаареской гимназии. В 1892 году музей переехал в бывший офицерский дом на Замковом дворе (до наших дней не сохранился), а в 1897 году — в т. н. в кадетский корпус (ныне кабинет музея). В 1913 году постоянная выставка была обновлена, она располагалась на верхнем этаже крепости. Весной 1919 года коллекции музея были перенесены в здание суда и полиции, находившиеся на улице Кубермангу, 14, но летом 1922 года возвращены в здание в Лоссихофе, где сейчас находится офис музея.
Сааремааское научное общество было ликвидировано в 1923 году. Весной 1925 года музей переехал в крепость Курессааре.
В 1940 году музей получил новое наименование — Домашний исторический музей, но во время немецкой оккупации музею прежнее название восстановили. 24 сентября 1946 года замок Курессааре был вновь открыт для посетителей. Пять лет, с 1946 по 1950 год для наименования музея параллельно использовалось название Курессаареский уездный музей. Официальное открытие музея Сааремаа для посетителей состоялось 15 июня 1947 года, были завершены выставки истории и естествознания. С 1946 по 1976 год музеем руководила Тимотеус Линна.
21 ноября 1948 года был открыт филиал музея — Дом-музей Виктора Кингиссепа.
В 1950 году музей был переименован и стал Курессаареским межрайонным домашним историческим музеем (с 1952 года — Кингисепа). в 1959 году музей получил название Домашний исторический музей Сааремаа. В 1990 году название — Сааремааский музей — было восстановлено.
21 июня 1959 года был открыт ещё один филиал музея — хутор-музей Михкла, а 19 мая 1973 года открыт филиал в Когувасе — музей Юхана Смуула (с 1979 года — Мемориально-коллекционный музей свободы Юхана Смуула.
В 1970 году церкви Муху и Пёйде были переданы на содержание музея (в 1976 году они были выделены в филиал музея).
В 1979 году музею передана территория села Когува (30,4 га). 7 мая 1980 года филиалом музея стала ветряная мельница Ээму в деревне Линнусе на Муху.
В 1989 году основан новый филиал — Музей Рухну.
В 1990 году музей был частично реорганизован — Музей Ю. Смуула и музей Когува Ваао стали самостоятельными. Церковь Муху была возвращена общине ЭЕЛК Муху, год спустя благочинию ЭЕЛК Сааремаа передана церковь Пёйде, а основная экспозиция Мемориального музея В. Кингисепа ликвидирована.
С началом нового, 1992 года, вместо Мемориального музея В. Кингиссепа были организованы новые филиалы: Архивная библиотека Сааре и Гражданский музей. Летом этого года был открыт новый филиал — Дом-музей Йоханнеса и Йозепа Аавиков. в 2002 году Гражданский музей был ликвидирован. В 2012 году ветряная мельница Ээму была передана муниципалитету Муху (хутор Корси), а музей Рухну — музею Раннарутс.
В 2017 году учреждён Фонд «Сааремааский музей», Министерство культуры Эстонии передало учреждаемому фонду функции управления перестающего быть государственным Сааремааского музея по исследованию, сбору, хранению и передаче культурного наследия и всё имущество музея.
С 1 декабря 2023 года по начало апреля 2024 года музей возглавлял Олари Вайнокиви, научным сотрудником музея является Олави Пести.